# معالجة المياه المستعملة
معالجة المياه المستعملة (استصلاح المياه) هي عملية تحويل المياه العادمة أو مياه الصرف الصحي إلى مياه يمكن إعادة استخدامها لأغراض أخرى مفيدة قد تشمل ري الحدائق والحقول الزراعية أو تجديد موارد المياه السطحية والجوفية كما يمكن توجيه استخدامها لتلبي احتياجات معينة للسكان في منازلهم (مثل تنظيف المرحاض) والأعمال التجارية  والصناعة ويمكن حتى معالجتها لتصير صالحة للشرب. هذه العملية تساهم في الحفاظ علي المياه كجزء من التنمية المستدامة للمياه مما يقلل من الندرة والجفاف ويخفف من الضغوط على المياه الجوفية وغيرها من المسطحات المائية الطبيعية.

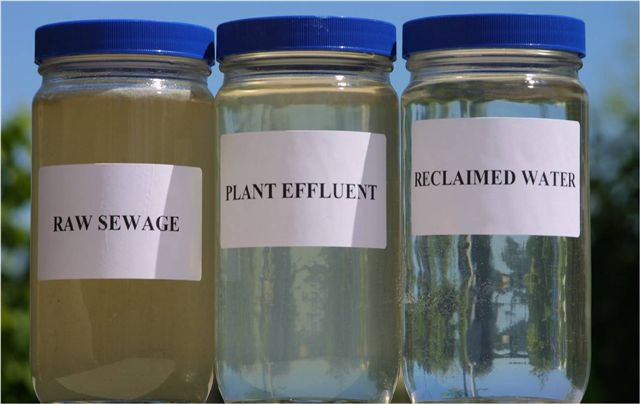
تسلسل استصلاح المياه من اليسار: المجاري غير المعالجة ، المخلفات السائلة وأخيراً المياه المستصلحة (بعد عدة خطوات معالجة)

الماء المستعمل هو الماء الملوث الذي تدخل عليه المواد الغريبة فتفسد خواصه الكيميائية والفيزيائية أو تغير من طبيعته مما تجعله غير صالح للاستعمال من طرف الإنسان والحيوان والنبات والكائنات التي تعيش في البحار والمحيطات.

## خلفية
يتم تدوير المياه بشكل متكرر من خلال الغلاف المائي لكوكب الأرض، فكل المياه على الأرض عبارة عن مياه معاد تدويرها، إلا أن المصطلحات «المياه المعاد تدويرها» أو «المياه المستصلحة» تعني عادة مياه الصرف التي يتم إرسالها من المنزل أو العمل من خلال نظام الصرف الصحي إلى محطة معالجة مياه الصرف الصحي، حيث يتم علاجها إلى مستوى يتفق مع الاستخدام المقصود.
أقرت منظمة الصحة العالمية أسباب الاضطرار لإعادة استخدام مياه الصرف الصحي وهي كالتالي:
1- زيادة ندرة المياه.
2- الزيادة السكانية وقضايا الأمن الغذائي ذات الصلة.
3- زيادة التلوث البيئي من مياه الصرف الصحي بطرق خاطئة.
4- زيادة الوعي وإدراك قيمة موارد مياه الصرف الصحي والفضلات.

## الجوانب الصحية
تعتبر المياه المستصلحة آمنة عند استخدامها بشكل مناسب. تتلقى المياه التي من المخطط إعادة استخدامها في مستودعات المياه الجوفية أو المياه السطحية معالجة كافية وموثوقة قبل الاختلاط بالمياه الطبيعية المخزنة. يصبح بعض هذه المياه في النهاية جزءًا من إمدادات المياه الصالحة للشرب.
قارنت دراسة نشرت في عام 2009 بين نوعية المياه المستصلحة/المعاد تدويرها والمياه السطحية والمياه الجوفية. أشارت النتائج إلى أن المياه المستصلحة والمياه السطحية والمياه الجوفية تتشابه أكثر مما تختلف فيما يتعلق بالمكونات. قام الباحثون باختبار 244 عنصر من العناصر التمثيلية الموجودة عادةً في الماء. كانت كميات معظم المكونات أثناء الفحص ضمن مجالات تقدر بأجزاء لكل مليار وأجزاء لكل تريليون. عُثِر على طارد الحشرات دي إي إي تي والكافيين في جميع أنواع المياه وتقريبًا في جميع العينات. وجد الباحثون التريكلوسان (مادة موجودة في الصابون المضاد للبكتيريا ومعجون الأسنان) في جميع أنواع المياه، ولكنه كان بمستويات أعلى (أجزاء لكل تريليون) في المياه المستصلحة مقارنةً بالمياه السطحية أو الجوفية. اكتشف الباحثون أيضًا وجود نسب من الهرمونات/الستيروئيدات في العينات، ولكنها كانت بمستويات منخفضة جدًا. عُثِر على أحماض الهالو أسيتيك (وهي منتج ثانوي للمواد المطهرة) في جميع أنواع العينات بما في ذلك المياه الجوفية. يبدو أن الفرق الأكبر بين المياه المستصلحة أو المعالجة والمياه الأخرى هو أن المياه المستصلحة مطهرة بمواد معينة وبالتالي هي تحتوي على منتجات ثانوية نتيجةً لذلك (بسبب استخدام الكلور).
خلُصَت دراسة أجريت عام 2005 بعنوان «ري المتنزهات والملاعب وساحات المدارس بالمياه المستصلحة» إلى عدم حدوث أي حالات مرضية ناجمة عن العوامل الممرضة الدقيقة أو عن المواد الكيميائية، وإلى أن مخاطر استخدام المياه المستصلحة لأغراض الري لا تختلف اختلافًا ملموسًا عن الري باستخدام مياه الشرب العادية.

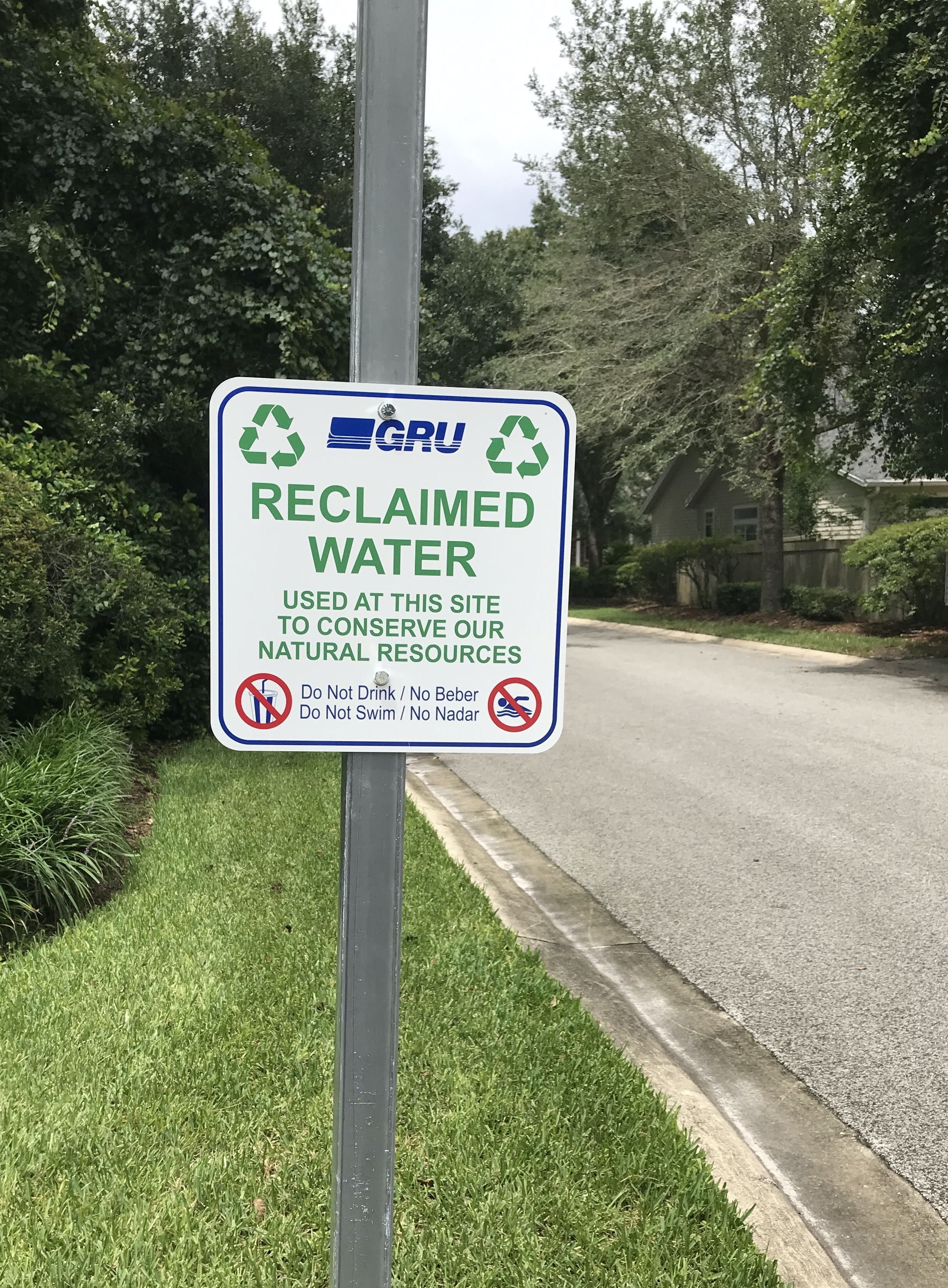
لافتة تشير إلى استخدام المياه المعالجة في المنطقة. المصورة في الولايات المتحدة الأمريكية.

كشفت دراسة أجريت عام 2012 أجراها المجلس القومي للبحوث في الولايات المتحدة الأمريكية أن مخاطر التعرض لبعض الملوثات الميكروبية والكيميائية الناجم عن شرب المياه المستصلحة لا تبدو أعلى من المخاطر التي يتعرض لها الشخص عند الشرب من بعض أنظمة مياه الشرب الحالية، وربما تكون أقل من حيث الحجم. يوصي هذا التقرير بإجراء تعديلات على الإطار التنظيمي الفيدرالي؛ إذ يمكن لهذه التعديلات أن تعزز حماية الصحة العامة لإعادة الاستخدام المخطط له وغير المخطط له (بحكم الأمر الواقع) وزيادة ثقة الجمهور في إعادة استخدام المياه.
يشعر الكثير من البشر بالاشمئزاز من المياه المستصلحة؛ إذ قال 13% من الأشخاص في مجموعة الاستبيان أنهم لن يأخذوا منها أية رشفة. يكون الخطر الرئيسي لاستخدام المياه المعالجة هو احتمال بقاء المواد الكيميائية الصيدلانية وغيرها من المواد الكيميائية المنزلية أو مشتقاتها (الملوثات الصيدلانية البيئية الثابتة) في هذه المياه. سيكون هذا أقل إثارةً للقلق إذا تخلصت مياه الصرف الصحي من الفضلات البشرية باستخدام المراحيض الجافة أو الأنظمة التي تعالج المياه السوداء (مياه الصرف الحاوية على البراز والبول) بشكل منفصل عن المياه الرمادية (مياه المغاسل وأحواض الاستحمام والغسالات والمصارف الأرضية).
يلجأ مزودو المياه المستصلحة إلى المراقبة المستمرة وإلى استخدام عمليات معالجة متعددة الحواجز لضمان أن المياه المستصلحة آمنة ومعالجة بشكل صحيح للاستخدام النهائي المقصود، وذلك بهدف التعامل مع قلق السكان عامةً حول مصدر المياه المعالجة وسلامتها.

## تاريخ استخدام هذه التقنية
يتم تطبيق هذه العملية عبر سنوات طويلة  منذ فجر (بداية) التاريخ البشري وترتبط ارتباطًا وثيقًا بتطوير خدمات الصرف الصحي.
في الولايات المتحدة، أقر قانون المياه النظيفة لعام 1972 القضاء على تصريف النفايات غير المعالجة من المصادر البلدية والصناعية لجعل المياه آمنة للصيد والاستجمام وقدمت الحكومة الفيدرالية الأمريكية مليارات الدولارات من المنح لبناء محطات معالجة مياه الصرف الصحي في جميع أنحاء البلاد.
بدأت هيئات الصرف الصحي في ولاية لوس أنجلوس باستخدام مياه الصرف المعالجة لري المناظر الطبيعية في المنتزهات وملاعب الغولف في عام 1929.
تم بناء أول منشأة مياه مستصلحة في منتزه غولدن غيت في سان فرانسيسكو بكاليفورنيا عام 1932.
كانت منطقة تغذية موارد المياه في جنوب كاليفورنيا أول وكالة للمياه الجوفية تحصل على موافقة رسمية لاستخدام المياه المعالجة لإعادة شحن المياه الجوفية في عام 1962.

## تصنيف أنواع الملوثات وتطبيقاتها[10][11][12]
- تلوث فيزيائي: يشمل مواد صلبة حجارة مواد بلاستكية أتربة عالقة ومصدره فيزيائي مثل نفايات منزلية وما تجره السيول. المخاطر الناتجة منه هي إعاقة في استعمال هذه المياه وانسداد أنابيب نقل المياه.نوع المعالجة فيزيائية كلاسكية غربلة ترشيح وترقيد.[13][14][15]
- تلوث عضوي: ويشمل زيوت صناعية مواد عضوية منحلة ومصدره نفايات منزلية وصناعية. المخاطر الناتجة تلوث البيئة وتسمم المياه وامراض ميكروبيه. نوع المعالجة معالجة فيزيائية كلاسكية فصل الزيوت ومعالجة بيولوجية.
- تلوث كيميائي: وهو مواد كيميائية ومعدنية ومعادن ثقيلة مثل الرصاص والزئبق. مصدره المبيدات الحشريه والفلاحية ومخلفات المستشفيات ومخلفات صناعية. المخاطر الناتجة امراض ميكروبيولوجية ونوع المعالجة كيميائية.
- معظم استخدامات هذه المياه المستصلحة تكون لأغراض غير صالحة للشرب مثل غسل السيارات والمراحيض وتبريد محطات الطاقة والبحيرات الاصطناعية  والري حيثما يكون ذلك ممكنا.

### أوجه الاستخدام
1-استخدامات المدن والمناطق العمرانية: ري الحدائق العامة والخاصة والمرافق الرياضية وتنظيف الشوارع  وأنظمة الحماية من الحريق.
2- الاستخدامات الزراعية: مثل المحاصيل الغذائية المعدة والغير المعدة للتجارة،المراعي لحلب الحيوانات، البذور، زهور الزينة تربية الأحياء المائية، زراعة الكروم وتمثل ثلاثون بالمئة (30%).
3- الاستخدامات الصناعية: مثل إعادة تدوير أبراج التبريد،غسل الكلي، صنع الخرسانة وتمثل ستين بالمئة (60%).
4-الاستخدامات الترفيهية: ملاعب الجولف وصنع الثلج.
5-الاستخدامات البيئية: إعادة شحن المياه الجوفية في الأراضي الرطبة وزراعة الغابات.
6-استخدامات الشرب: إعادة تغذية مستودعات المياه الجوفية وزيادة إمدادات مياه الشرب السطحية.

### المجالات الصحية
تعتبر المياه المستصلحة آمنة عند استخدامها بشكل سليم ومن المقرر استخدامها لإعادة شحن مستودعات المياه الجوفية وزيادة المياه السطحية التي تتلقى معالجة كافية وموثوق بها قبل الخلط مع المياه الطبيعية  فتصبح جزءًا من إمدادات مياه الشرب.
يربط العديد من البشر شعورهم بالاشمئزاز من المياه المستصلحة وأفاد استبيان إلى أن هناك حوالي 13% قالوا أنهم حتى لن يرتشفوها ومع ذلك، فإن الخطر الرئيسي من استخدامها للشرب هو احتمالية استمرار تواجد المواد الصيدلانية والمواد الكيميائية المنزلية الأخرى أو مشتقاتها (الملوثات الدوائية البيئية الثابتة) في هذه المياه لكن قد تقل هذه الخطورة إذا تم إبعاد فضلات الإنسان عن مياه الصرف الصحي باستخدام مراحيض جافة أو أنظمة تعالج المياه السوداء بشكل منفصل عن المياه الرمادية.

## مراحل معالجة المياه المستعملة

### المعالجة الأولية (فيزيائية كلاسكية)
- غربلة ونزع المواد الصلبة.
- نزع المواد الصلبة الدقيقة بالتركيد.
- نزع الزيوت والأتربة.

### المعالجة البيولوجية
- التهوية لتنشيط البكتيريا التي تستهلك المواد العضوية.
- التركيد لترسيب المكروبات.

### المعالجة الكيميائية التطهير والتعقيم
- التصفية.
- الترشيح.
- التطهير: وذلك بإضافة الأوزون O3 وإضافة الكلور cl2.

## الهدف من المعالجة
- الحفاظ على الصحة العمومية.
- الحفاظ على البيئة.
- استرجاع المياه.

## مزايا استخدام المياه المعالجة وفوائدها
- المحافظة على المياه الصالحة للشرب والتوسع في الزراعة.
- الحد من الحاجة إلى الأسمدة الاصطناعية بسبب وجود العناصر الضرورية في تلك المياه المعالجة.
- زيادة توافر المياه لأغراض الشرب والتنظيف والري والاستخدامات المنزلية وغسل المراحيض وما إلى ذلك تقليل الإفراط في استخراج المياه الجوفية.
- تقليل حمولات المغذيات إلى مياه الأنهار والقنوات وموارد المياه السطحية الأخرى.
- تقليل تكاليف التصنيع لاستخدام المياه المستصلحة عالية الجودة وزيادة الإنتاج الزراعي.
- تعزيز حماية البيئة عن طريق الحفاظ على الأراضي الرطبة والبرك.
- زيادة العمالة وتعزيز الاقتصاد المحلي (مثل السياحة والزراعة).

## مساوئ المياه المعالجة
تسبب مشاكل صحية إذا لم يتم معالجتها بشكل صحيح قد تسبب أضرار للنبات.